# Last Comic Standing
Last Comic Standing var ett amerikanskt realityprogram där är ett antal komiker varje vecka slogs om en plats som vinnare. Programmet sändes i sex säsonger mellan 2003 - 2008 och återvände sedan på amerikansk TV i juni 2010. Serien sändes i Sverige på TV4 Komedi.